# Ichneumon viburnellae
Ichneumon viburnellae là một loài tò vò trong họ Ichneumonidae.